# Otto Kierulff
Otto Schiødt (Kierulff) Kierulf (16. maj 1891 i Odense – 19. januar 1981 i Jægersborg) var en dansk ingeniør som stiftede Kampsax sammen med Per Kampmann og Jørgen Saxild.
Han ledede ingeniørfirmaets indenlandske entreprenørvirksomhed indtil 1961. I 1930 udarbejdede han et alternativt projekt til Limfjordsbroen ved Aalborg. Firmaet fik opgaven og stod også for anlæggelse af Oddesund- og Vilsund broerne.